# Leptolejeunea yunnanensis
Leptolejeunea yunnanensis là một loài Rêu trong họ Lejeuneaceae. Loài này được (P.C. Chen) R.M. Schust. mô tả khoa học đầu tiên năm 1963.